# Dietmar Gosch
Dietmar Gosch ist ein deutscher Jurist. Er war bis Januar 2016 Vorsitzender Richter am Bundesfinanzhof (BFH).

## Leben
Dietmar Gosch begann seine Beamtenlaufbahn nach dem Studium der Rechtswissenschaften und der Referendarzeit beim Hanseatischen Oberlandesgericht Bremen im Jahr 1979 als Regierungsrat und Oberregierungsrat im Höheren Dienst der Hamburger Finanzverwaltung. Ende 1983 wechselte er als Richter zum Finanzgericht Hamburg. Am 16. Juli 1991 wurde er zum Richter am BFH in München ernannt. Dort gehörte er zunächst dem seinerzeit hauptsächlich für die ertragsteuerliche Behandlung von Freiberuflern und Gewerbetreibenden zuständigen XI. Senat an; im Juni 1995 wechselte er in den I. Senat, der sich im Wesentlichen mit Körperschaftsteuer-, Außensteuer-, Abkommens- und Umwandlungssteuerrecht befasst. Seit Januar 2004 war Dietmar Gosch auch Mitglied im Großen Senat des BFH. Daneben war er langjähriges Mitglied des Präsidiums sowie des Richterrats des Gerichts.
Im März 2005 wurde er vom Bundespräsidenten zum Vorsitzenden Richter am BFH ernannt. Er übernahm als Nachfolger des im Februar 2005 in Ruhestand getretenen Franz Wassermeyer den Vorsitz im I. Senat. Ende Januar 2016 schied er wegen Erreichens der gesetzlichen Altersgrenze aus dem BFH aus.
Seit August 2016 ist Dietmar Gosch selbständiger Rechtsanwalt und Steuerberater. Vom 1. August bis zum 30. Juni 2018 war er zugleich Of Counsel bei der Wirtschaftsprüfungsgesellschaft KPMG AG. Seit dem 1. Juli 2018 ist er neben seiner selbständigen Tätigkeit der WTS Group in München und Hamburg verbunden, zunächst bei der WTS-Group-Steuerberatungsgesellschaft als Partner Of Counsel, vom 1. April 2019 an bei der WTS Steuerberatungsgesellschaft mbH, nunmehr WTS GmbH, als geschäftsführender Partner.
Dietmar Gosch, der von der Universität Bielefeld promoviert wurde, ist Honorarprofessor an der Christian-Albrechts-Universität zu Kiel. Im Rahmen seiner wissenschaftlichen Tätigkeit fungiert er als Herausgeber, Mitherausgeber und Autor von Kommentaren unter anderem zum Körperschaftsteuergesetz, zu den Doppelbesteuerungsabkommen, zur Abgabenordnung und Finanzgerichtsordnung, zum Einkommensteuergesetz, eines Handbuchs zur GmbH sowie eines zur Steuergestaltung und Compliance. Er ist Mitherausgeber der wissenschaftlichen Schriftenreihen PwC-Studien zum Unternehmens- und Internationalen Steuerrecht und Recht der Steuern und der öffentlichen Finanzordnung/Tax Law and Public Finance, Wissenschaftlicher Schriftleiter der Zeitschrift Deutsches Steuerrecht (DStR), Mitherausgeber der Zeitschriften GmbH-Rundschau (GmbHR) und Internationale Wirtschafts-Briefe (IWB). Er war bis Ende 2017 Vorsitzender des Beirats der Zeitschrift Die Unternehmensbesteuerung (Ubg).
Dietmar Gosch ist Vorsitzender des Vorstands des Hamburger Forums für Unternehmensteuerrecht, Mitglied im Vorstand der International Fiscal Association (IFA) Deutschland sowie des Präsidiums der IFA-Sektion Bayern, Mitglied der „Deutschen Steuerjuristischen Gesellschaft“ und der Hanseatischen Rechtsanwaltskammer in Hamburg. Er war 2004 und 2005 Mitglied der Kommission Steuergesetzbuch der Stiftung Marktwirtschaft.
Ihm wurde für 2015 der Gerhard-Thoma-Ehrenpreis des Fachinstituts der Steuerberater e.V. verliehen. Anlässlich seines Ausscheidens aus dem Richteramt am 31. Januar Im Jahr 2016 wurde er durch die von Lüdicke, Mellinghoff und Rödder herausgegebene Festschrift Nationale und internationale Unternehmensbesteuerung in der Rechtsordnung (Verlag C.H. Beck, München) gewürdigt.